# Redsted
Redsted er en landsby på det vestlige Mors i Limfjorden med 211 indbyggere  (2024), beliggende syv kilometer øst for Karby og 15 kilometer vest for Nykøbing.
Byen ligger i Region Nordjylland og hører til Morsø Kommune. Redsted er beliggende i Redsted Sogn.